# Myotis occultus
Myotis occultus är en fladdermus i familjen läderlappar som förekommer i södra Nordamerika. Populationen infogades en längre tid som underart eller synonym i Myotis lucifugus och sedan 2005 godkänns den som art.

## Utseende
Jämförd med Myotis lucifugus har Myotis occultus ljus gulbrun päls som står i kontrast till de mörka flygmembranen. Skillnader hittades även i arternas mitokondriella DNA. Båda arterna saknar ett veck i hälsporren (calcar) vilket skiljer dem från Myotis californicus och Myotis ciliolabrum. Med 36 till 41 mm långa underarmar och en vikt av 6,2 till 7,7 g är arten en liten medlem i släktet Myotis. Den har inga fransar vid svansflyghudens kanter. Myotis occultus saknar ibland den andra premolara tanden.

## Utbredning
Utbredningsområdet sträcker sig från södra Colorado, södra Utah och västra Texas till Mexico City. Fynden i centrala Mexiko är glest fördelade. Denna fladdermus håller sig nära vattendrag. Den når i bergstrakter 2800 meter över havet. I Arizona lever Myotis occultus oftast i bergstrakter som främst är täckta av träd från gransläktet och eksläktet. I låglandet kan växtligheten intill vattendragen variera.

## Ekologi
Honor bildar före ungarnas födelse egna kolonier som vilar i byggnader, på träbroarnas undersida eller bakom barken av döda träd. Enligt enstaka fynd sker vinterdvalan i grottor. Nära bergstrakternas toppar har en koloni vanligen 50 till 100 medlemmar och i låglandet ingår ofta 400 individer. En dokumenterad koloni hade nästan 1000 medlemmar.
Jakten på insekter som fjädermyggor sker vanligen ovanför vattenytor eller sällan vid den låga växtligheten. Artens byten är allmänt 3 till 10 mm långa och dräktiga honor jagar ofta större insekter. Bytet upptäcks med hjälp av ekolokalisering och fångas med svansflyghuden. Myotis occultus har bra förmåga att snabb ändra riktning under flyget. Ungdjur börjar sin vinterdvala senare för att skapa en fettreserv. Några populationer kan vandra flera hundra kilometer till platsen för vinterdvalan.
Liksom hos flera andra släktmedlemmar sker parningen under hösten och sedan förvaras hannens sädesvätska i honans könsorgan. Efter 50 till 60 dagar dräktighet föds mellan maj och augusti en unge per kull eller sällan tvillingar. Ungen diar sin mor cirka tre veckor och samtidig får den flygförmåga. Honor kan para sig efter ett år och hannar efter två år. De flesta exemplar lever fram till tredje vintern. Den äldsta kända individen var 31 år gammal.

## Status
Användning av bekämpningsmedel i jord- och skogsbruksområden påverkar även Myotis occultus negativ. I utbredningsområdet förekommer olika skyddszoner. IUCN listar arten som livskraftig (LC).